# Cellulase

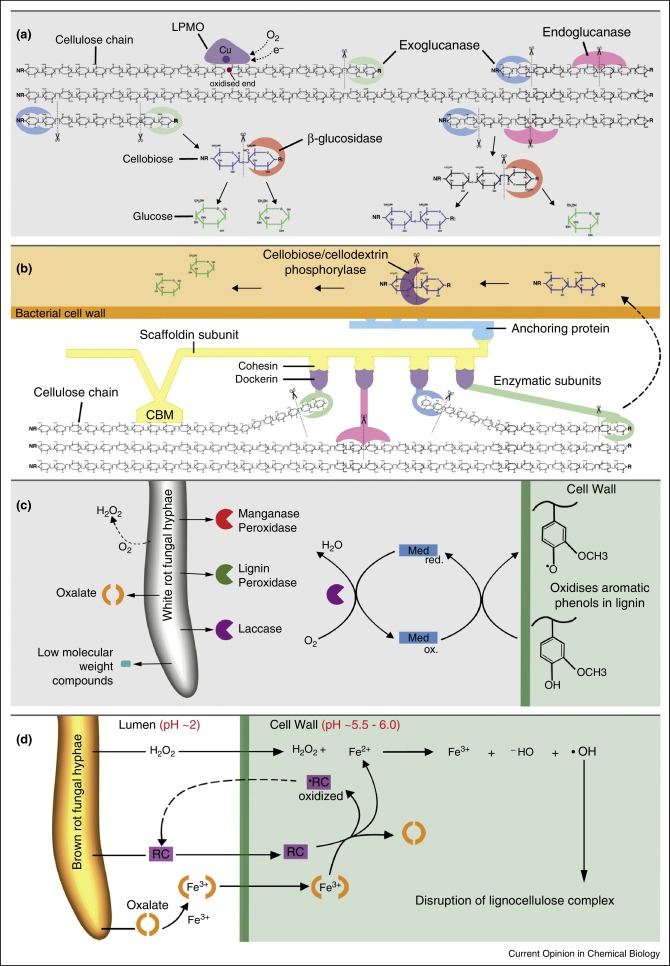
Représentation schématique des mécanismes lignocellulolytiques. (a) Système cellulasique (GH = glycoside hydrolases, LPMO = Lytic polysaccharide monooxygenases) aérobie utilisé par de nombreuses bactéries et champignons. (b) Cellulosome bactérien anaérobie (CBM = Carbohydrate binding module. (c) Dégradation de la lignine par les champignons de la pourriture blanche qui sécrètent des enzymes extracellulaires (peroxydases de lignine qui oxydent les fractions aromatiques non phénoliques, peroxydases de manganèse et laccases, via un médiateur Med, qui oxydent les sous-unités phénoliques). (d) Dégradation lignocellulotyque par les champignons de la pourriture brune qui utilisent la réaction de Fenton.

Une cellulase est une enzyme qui peut décomposer la cellulose. Elle est produite typiquement par des bactéries, champignons et des protozoaires, qui jouent un rôle majeur dans la digestion par les animaux, et dans la transformation de la matière organique végétale en humus dans le sol. Les cellulases ont aussi des applications biotechnologiques et industrielles.

## Types de cellulases
- Endo-cellulases: elles cassent la structure cristalline de la cellulose en chaînes polysaccharidiques.
- Exo-cellulases (cellobiohydrolases, 'CBH'): elles coupent 2-4 unités aux terminaisons des chaînes polysaccharides, libérant par exemple le cellobiose. Elles travaillent progressivement soit depuis la terminaison réductrice, soit depuis l'autre.
- β-glucosidases (Cellobiase): elles hydrolysent les chaînes polysaccharidiques en monosaccharides.
- Oxidative cellulases: elles depolymérisent la cellulose
- Cellulose phosphorylases: elles depolymérisent la cellulose en utilisant des phosphates.

Ces cellulases produisent in fine typiquement le β-glucose.
Sont aussi classiquement considérées comme des cellulases:
- pectinases: elles hydrolysent la pectine.
- hémicellulases: elles hydrolysent l'hémicellulose
- d'autres enzymes sont abusivement rattachées aux cellulases, par exemple celles qui décomposent la lignine qui sont des oxydases et non des hydrolases. Exemple la Lignine cellulase YC [cellulase de la moisissure Tricoderma viride; CAS: 9033-35-6; CAS: 9033-35-6; active à pH5.5).

## Activité biochimique
Les conditions optimales d'hydrolyse de la cellulose sont un pH entre 6,5 et 7 et une température entre 39 et 40 °C pour des cellulases classiques liées à la digestion des animaux.

## Cellulase et digestion chez les animaux
La plupart des animaux (dont l'homme) ne peuvent pas synthétiser de cellulase. Aussi, afin de digérer la cellulose des parois des cellules végétales, ils ont, notamment les ruminants dans leur panse, des microorganismes (flore intestinale) qui peuvent, eux, en produire. La cellulase digère la cellulose, composant majeur de la paroi cellulaire (rôle structural), tandis que des pectinases décomposent un autre composant important, la pectine (qui fait office de 'colle').

## Utilisations
En biotechnologie, la cellulase peut être utilisée, combinée à la pectinase, ou la Pectolyase Y-23, pour obtenir des cellules végétales dépourvues de leur paroi, appelés protoplastes. Ceux-ci peuvent être dé-différenciés, modifiés génétiquement, cultivés, fusionnés...
Les cellulases ont des applications en industrie, notamment pour la fabrication de diverses substances et matériaux à partir de matières végétales:
- pour dégrader les parois végétales afin de modifier la texture:

AgroAlimentaire: préparations alimentaires
- pour perméabiliser les parois végétales afin de libérer des substances:

Fabrication du café: les cellulases dégradent la paroi des fruits pendant le séchage des grains, pour ensuite faciliter la torréfaction et libérer plus d'arômes
Pharmaceutique: les cellulases aident à libérer des principes actifs

Textile: les cellulases servent d'additif dans certaines lessives ou détergents
- pour modifier les fibres cellulosiques:

Industrie papetière : on peut modifier les fibres cellulosiques, et donc la qualité du papier